# Angerona (Romeinse god)
Angerona was een Romeinse godheid over wier betekenis geen volkomen zekerheid bestaat.
Zij werd voorgesteld met de vinger op de mond, of ook wel met vastgebonden of verzegelde mond, zodat zij een geheimzinnige godin is. Wellicht is zij een aan Acca Larentia verwante godin van de Romeinse landerijen geweest en heeft men zich haar daarom ook als beschermgodin van de stad gedacht, die de vinger op de mond legt om aan te duiden dat de geheime naam die Rome evenals alle oud-Italische steden had, verborgen moest blijven. Haar beeld stond op het altaar van Volupia.
Een geheel andere verklaring is die welke haar tot de godin van de angst en de bezorgdheid maakt, die het gemoed in onrust brengt maar ook weer daarvan bevrijdt. Van de angina (kroep) kon men genezen door aan Angerona geloften te doen. Op 21 december werd haar ter ere een feest, de Angeronalia gevierd, waarbij de Pontifices haar in de tempel van Volupia een offer brachten.